# Igreja do Carmo (Torres Novas)
A Igreja do Carmo, que faz parte do conjunto designado por Convento e Igreja do Carmo em Torres Novas, situa-se na atual freguesia de São Pedro, Lapas e Ribeira Branca, no Município de Torres Novas.
O antigo Convento e a Igreja do Carmo em Torres Novas estão classificados como Monumento de Interesse Público desde 2012.
No presente, e desde recentemente, o edifício conventual funciona como Câmara Municipal de Torres Novas.

## História
A Igreja começou a ser construída em 1558 pela ordem religiosa dos carmelitas calçados. Este templo é o maior da cidade de Torres Novas; fazia parte integrante do Convento de São Gregório Magno, antigo hospital da cidade.
O convento foi transformado em hospital depois da extinção da ordem religiosa e da sua passagem para a Santa Casa da Misericórdia de Torres Novas, em 1882.

## Necrópole pré-histórica
Durante as obras para reconverter o convento em câmara municipal, foi encontrada uma necrópole pré-histórica, datada de há 4.500 anos, revelando um conjunto de objectos, entre os quais quinze peças em ouro, muito bem conservados.
Trata-se de um hipogeu (escavação subterrânea) calcolítico (da Idade do Cobre), o sítio arqueológico encontrado é um local de exumação colectiva, possivelmente uma família e pela tipologia de objectos encontrados, que se trataria de um grupo social de elite.
Foram encontradas ossadas humanas, que se supõe corresponderem a 11 ou 12 pessoas, uma delas uma criança com três ou quatro anos, dois adolescentes com menos de 16 anos e os restantes adultos, dois dos quais com mais de 40 anos, já idosos para a época.
Entre os objectos encontrados, resultantes dos ritos funerários que passavam pela deposição junto dos corpos de objectos que poderiam ser úteis noutra vida, estão cerca de 15 peças em ouro – um anel em espiral e contas de colar (chapas dobradas formando tubinhos por onde passaria o fio).
Foram ainda encontradas outras peças que se supõe terem pertencido a adornos (colares ou pulseiras), como pequenas conchas marinhas coloridas (beijinhos ou, nome científico, trívia monacha) e pequenos discos em pedras de várias cores, peças que António Carvalho imagina intercaladas com os tubinhos em ouro fazendo adornos, além de botões em osso animal, perfurados para passar a linha e duas adagas em cobre, um alfinete de cabelo em cobre e recipientes em cerâmica.